# Hrehory Bogusław Miączyński
Hrehory Bogusław Miączyński (zm. po 1683 roku) – podczaszy orszański od 1681 roku, skarbnik połocki w latach 1665-1677.
Poseł sejmiku witebskiego na sejm zwyczajny 1677 roku.